# Лютнянське газове родовище
Лютнянське газове родовище — одне з невеликих газових родовищ Закарпатської області. Розташоване на півночі Закарпаття у Великоберезнянському районі біля села Тихий.
Вивчення перспективної Лютнянської площі почалося ще в 1991 році. Проте тривалий час все обмежувалось картуванням, і лише за результатами виконаних у 2011-му сейсмічних досліджень виявили Лютнянську складку. Наявність тут родовища підтверджена спорудженою у 2015 році свердловиною.
В результаті випробування пошукової свердловини № 2 на штуцері 16/64 отримано добовий дебет газу у 0,058 млн м³. Початкові запаси оцінюються у 0,39 млрд м³, ресурси — у 2,4 млрд м³. Компанія ДП «Укргазвидобування» планує буріння ще кількох розвідувальних свердловин для уточнення розмірів відкриття.